# Заячка
Заячка — река в России, протекает по Онежскому району Архангельской области и Беломорскому району Карелии.
Исток — расположенное на стыке Сегежского района Карелии и Онежского района Архангельской области Вожозеро. Устье реки находится в 54 км по левому берегу реки Нюхча. Длина реки составляет 25 км, площадь водосборного бассейна 174 км².
Высота устья — 81,2 м над уровнем моря. Высота истока — 173,0 м над уровнем моря.
В 25 км на запад-юго-запад от истока реки находится посёлок Валдай (Сегежский район).

## Притоки
Притоки (от истока к устью):
- Михин (правый)
- Лебяжий (левый, из озера Лебяжьего)
- Ренный (правый, из озера Змеиного)

Ниже впадения Ренного протекает через озеро Заячье.

## Данные водного реестра
По данным государственного водного реестра России относится к Баренцево-Беломорскому бассейновому округу, водохозяйственный участок реки — реки бассейна Онежской губы от южной границы бассейна реки Кемь до западной границы бассейна реки Унежма, без реки Нижний Выг. Речной бассейн реки — бассейны рек Кольского полуострова и Карелии, впадает в Белое море.
Код объекта в государственном водном реестре — 02020001412102000007396.